# بوهن
بوهن (به آلمانی: Böhen) یک شهر در آلمان است که در اونترالگوی واقع شده‌است. بوهن ۷۰۸ نفر جمعیت دارد.